# 新场街站
新场街站，位于中华人民共和国陕西省安康市宁陕县新场镇菜子坪，是西成客运专线上的高铁站，于2017年12月6日通车启用，由西安铁路局管辖。该站为越行站，海拔高度为1594米，为该线路上海拔最高的车站。暂不办理旅客乘降业务。

## 车站详情
该站位于秦岭山中，四面环山，伫立在约25米高的桥上，站两边都是特长隧道。

### 历史
- 2017年12月6日通车启用。